# Liga de Serbia de waterpolo femenino
La Liga de Serbia de waterpolo femenino es la competición más importante de waterpolo femenino entre clubes de Serbia.
Aparece tras la desaparición de la Liga de Serbia y Montenegro de waterpolo femenino.

## Historial
Este es el historial de la liga de los 3 primeros clasificados:
| Año  | Primero          | Segundo        | Tercero   |
| ---- | ---------------- | -------------- | --------- |
| 2010 | Tas 2000 Beograd | Vracar Beograd | ZVK Senta |
| 2009 | Tas 2000 Beograd | Vracar Beograd | ZVK Senta |
| 2008 | Tas 2000 Beograd | Vracar Beograd | ZVK Senta |
| 2007 | Tas 2000 Beograd | Vracar Beograd | ZVK Senta |